# Las Lomitas
Las Lomitas és una concentració de població designada pel cens dels Estats Units a l'estat de Texas. Segons el cens del 2000 tenia 267 habitants.

## Demografia
Segons el cens del 2000, Las Lomitas tenia 267 habitants, 69 habitatges, i 56 famílies. La densitat de població era de 26 habitants/km².
Dels 69 habitatges en un 68,1% hi vivien nens de menys de 18 anys, en un 63,8% hi vivien parelles casades, en un 13% dones solteres, i en un 17,4% no eren unitats familiars. En el 13% dels habitatges hi vivien persones soles el 2,9% de les quals corresponia a persones de 65 anys o més que vivien soles. El nombre mitjà de persones vivint en cada habitatge era de 3,87 i el nombre mitjà de persones que vivien en cada família era de 4,23.
Per edats la població es repartia de la següent manera: un 46,1% tenia menys de 18 anys, un 11,6% entre 18 i 24, un 29,2% entre 25 i 44, un 10,5% de 45 a 60 i un 2,6% 65 anys o més.
L'edat mediana era de 20 anys. Per cada 100 dones de 18 o més anys hi havia 105,7 homes.
La renda mediana per habitatge era de 30.714 $ i la renda mediana per família de 30.714 $. Els homes tenien una renda mediana de 36.875 $ mentre que les dones 11.250 $. La renda per capita de la població era de 7.506 $. Aproximadament el 28,8% de les famílies i el 38,2% de la població estaven per davall del llindar de pobresa.

## Poblacions més properes
El següent diagrama mostra les poblacions més properes.